# Dagpo Gompa Tshülthrim Nyingpo
| Tibetische Bezeichnung                                         |
| -------------------------------------------------------------- |
| Wylie-Transliteration: dwags po sgom pa tshul khrims snying po |
| Andere Schreibweisen: Dagpo Gompa; Dagpo Gomtshül              |
| Chinesische Bezeichnung                                        |
| Vereinfacht: 塔波贡巴•次程娘布                                 |
| Pinyin:Tabo Gongba Cicheng Niangbu                             |

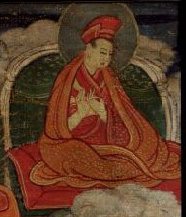
Dagpo Gompa Tshülthrim Nyingpo

Dagpo Gompa Tshülthrim Nyingpo (tib. dwags po sgom pa tshul khrims snying po; * 1116; † 1169) war Neffe und Hauptnachfolger der von dem 'Großen Arzt von Dagpo' (dwags po lha rje; i. e. Gampopa) gegründeten Dagpo-Kagyü-Tradition der Kagyü-Schulrichtung des tibetischen Buddhismus.
Nach dem Tod von Dagpo Gompa Tshülthrim Nyingpo wurde das Reinkarnationssystem auch für den Abt des Gampo-Klosters eingeführt.
Zu seinen Schülern zählte Lama Shang, der Gründer der Tshelpa-Kagyü-Tradition.